# 亚历山德拉·科斯坚纽克

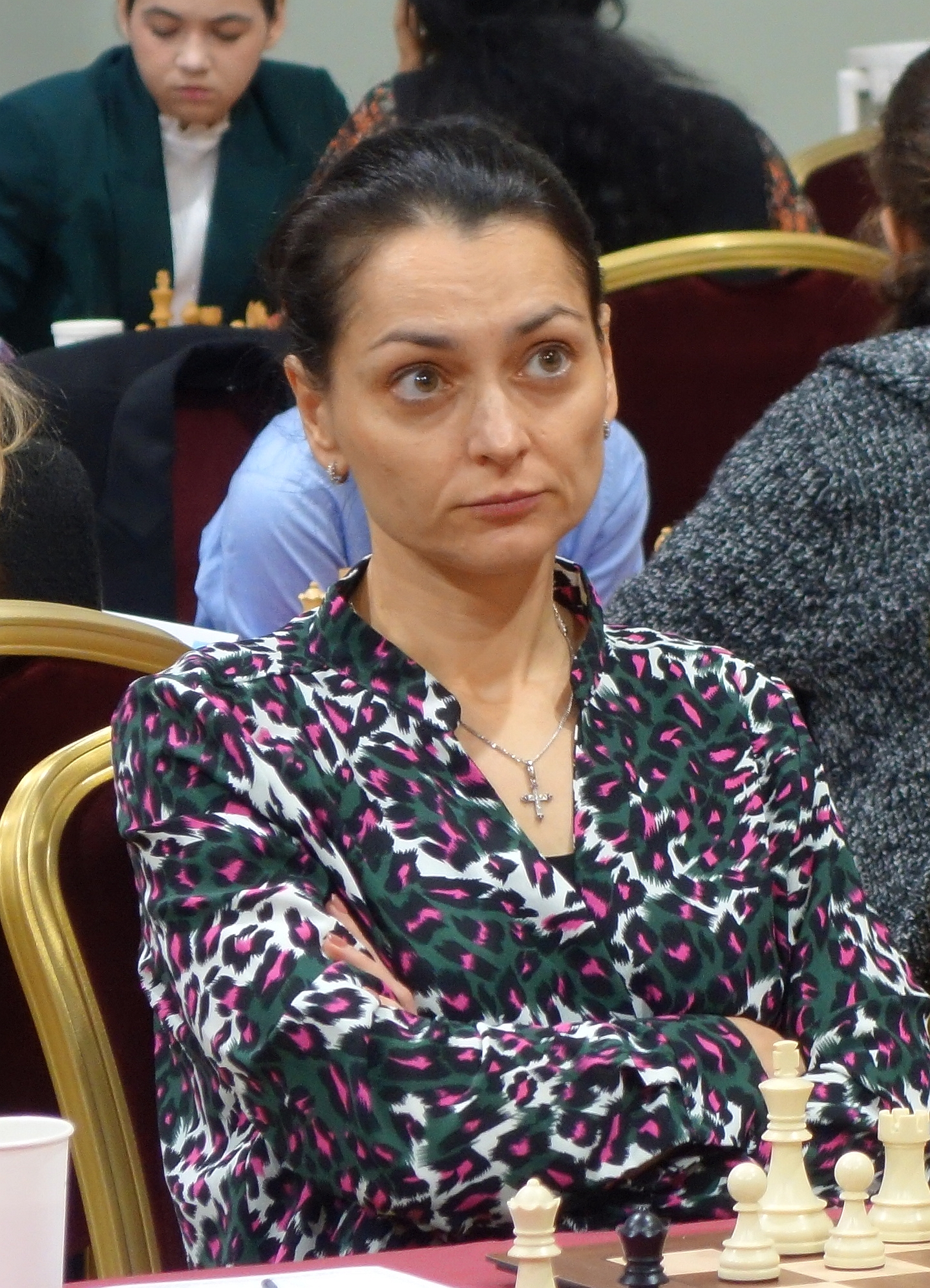
正在下棋的科斯捷纽克

亚历山德拉·康斯坦丁诺芙娜·科斯捷纽克（俄语：Александра Константиновна Костенюк，1984年4月23日—），俄罗斯国际象棋女棋手，2008年女子国际象棋世界锦标赛冠军，第一届世界智力运动会国际象棋女子个人超快棋赛金牌得主。2012年获世界女子国际象棋快棋锦标赛亚军。